# Governo Nelson Mandela

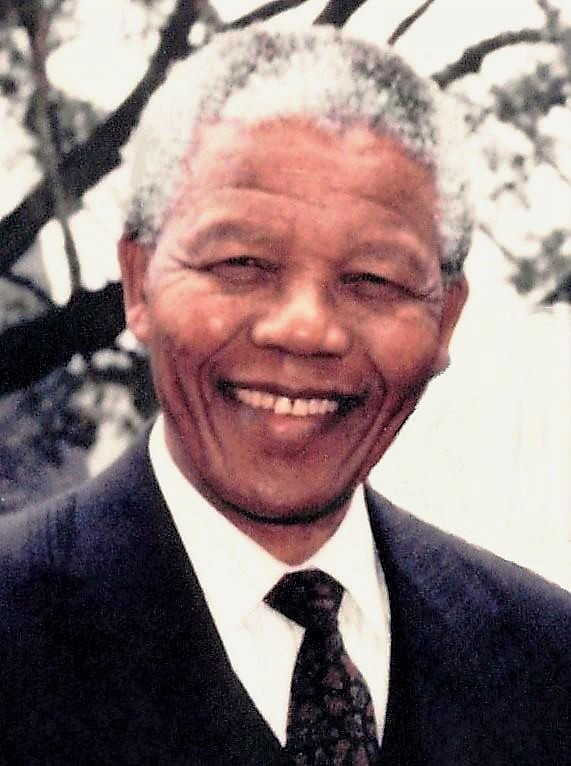
Nelson Mandela, presidente da África do Sul, de 1994 até 1999.

Após a eleições gerais de 1994, a África do Sul elegeu pela primeira vez na sua história um governante negro, após mais de quarenta anos sob o regime segregacionista do apartheid, na pessoa do ativista Nelson Mandela, que estivera preso por cerca de 28 anos e fora libertado em 1989, para levar a termo a transição do regime exclusionista para uma democracia plena, no que passou à história como a "refundação" do país.
Mandela tornara-se, assim, o Pai da Pátria de sua nação, que passou por radicais mudanças em sua estrutura no período 1994-1999: novos símbolos nacionais foram criados, uma nova constituição foi aprovada, e todos - brancos, negros, indianos e mestiços passaram a gozar de igualdade de direitos.
Com algumas ações controversas e criticadas como a má distribuição de renda, corrupção crescente ou a intervenção militar no Lesoto, Mandela deu início a um período de hegemonia política de seu partido -  o Congresso Nacional Africano (CNA) - elegendo seu sucessor e mantendo a maioria do eleitorado.

## Principais fatos da administração Mandela
Realizada a votação em 27 de abril de 1994, Mandela tomou posse em 10 de maio daquele ano; o CNA obteve 62% dos votos. Apesar disto, foi formado um Governo de Unidade Nacional, e ficou o representante do Partido Nacional, o ex-presidente Frederik de Klerk como primeiro-vice-presidente, e Thabo Mbeki do CNA como segundo-vice.
Um dos passos simbólicos na reconciliação do país foi dado pelo novo presidente, em 1995, quando a África do Sul sediou a Copa do Mundo de Rúgbi daquele ano e a até então odiada seleção nacional, composta por atletas brancos e apelidada de Springboks, recebeu o apoio do presidente que encorajou os negros a também apoiarem-na; O time local sagrou-se campeão, após uma vitória épica na final contra a Seleção Neozelandesa, e Mandela fez a entrega do troféu ao capitão Francois Pienaar, um africâner, vestindo uma camisa do time com o número 6 - igual à de Pienaar.
Em face da situação caótica que ocorria no Lesoto, Mandela ordenou a primeira intervenção militar pós-apartheid, em setembro de 1998, a fim de proteger a administração do primeiro-ministro Pakalitha Mosisili - cuja eleição havia gerado uma reação feroz da oposição, ameaçando o seu instável governo.
Críticos e analistas, inclusive ativistas contra a AIDS a exemplo de Edwin Cameron, tecem duros comentários acerca da ineficácia de seu governo em conter o avanço da doença. Após sua aposentadoria o próprio Mandela admitiu que falhou por não haver dedicado maior atenção à epidemia. Desde então ele dedicou maior atenção à questão.

### Reformas sociais
Durante o curso de seu mandato uma vasta gama de reformas sociais progressivas foram decretadas, visando reduzir o grande fosso de desigualdades sociais e econômicas. Entre as medidas adotadas por Mandela e seus Ministros estão:
- Introdução de cuidados de saúde gratuitos (1994) para todas as crianças menores de seis anos de idade, juntamente com as mulheres grávidas e lactantes, com uso das instalações do setor de saúde pública (medida que foi estendida a todos aqueles que necessitam do nível primário do setor de saúde pública, em 1996).[14]
- Aumento nos gastos sociais, com ampliação nos investimentos públicos em previdência e em subvenções sociais em 13% no período 1996/97, 13% 1997/98 e 7% em 1998/99.[15]
- Pagamento equânime dos subsídios por invalidez, subsídios para manutenção da criança e pensões por velhice, que anteriormente eram definidos em diferentes níveis para os diversos grupos raciais.[15]
- Inclusão das crianças da zona rural nos subsídios para manutenção da criança, que o sistema anteriormente excluía.[15]
- Aumento significativo dos gastos públicos com educação, crescendo as despesas em 25% em 1996/97, 7% em 1997/98 e 4% em 1998/99.[15]
- A Lei de Restituição de Terras, de 1994, que permitiu que as pessoas que tiveram suas propriedades perdidas pelo Natives Land Act de 1913 pudessem reclamá-las de
- volta, resolvendo assim milhares de reivindicações de terra.[16]